# 福岡県道203号中間水巻線
福岡県道203号中間水巻線（ふくおかけんどう203ごう なかまみずまきせん）は、福岡県中間市から遠賀郡水巻町に至る一般県道である。

## 概要
中間市中間1丁目から遠賀郡水巻町頃末北1丁目に至る。
概ね福岡県道73号直方水巻線と並走するようなルートをとる。

### 路線データ
- 起点：福岡県中間市中間1丁目（新手交差点、福岡県道48号中間引野線交点）
- 終点：福岡県遠賀郡水巻町頃末北1丁目（頃末国道ランプ北交差点、国道3号交点、福岡県道202号水巻芦屋線起点）

## 路線状況

### 道路施設

#### 橋梁
- 大正橋（曲川、中間市）
- 大膳橋（新々堀川、遠賀郡水巻町）

## 地理

### 通過する自治体
- 中間市
- 遠賀郡水巻町

### 交差する道路
| 交差する道路                    | 市町村名 | 市町村名 | 交差する場所 | 交差する場所                  |
| ------------------------------- | -------- | -------- | ------------ | ----------------------------- |
| 福岡県道48号中間引野線          | 中間市   | 中間市   | 中間1丁目    | 新手交差点 / 起点             |
| 福岡県道219号中間停車場線       | 中間市   | 中間市   | 長津2丁目    | 昭和町交差点                  |
| 国道3号 福岡県道202号水巻芦屋線 | 遠賀郡   | 水巻町   | 頃末北1丁目  | 頃末国道ランプ北交差点 / 終点 |

### 交差する鉄道
- 筑豊本線
- 鹿児島本線

### 沿線
- 中間郵便局
- 中間市役所
- 折尾警察署 中間交番
- 須賀神社
- 水北第一病院
- 水巻町武道館
- 水巻町障害者福祉センター
- 遠賀保健所
- JR九州鹿児島本線 水巻駅
- グランモール